# Charles Seely (1er baronnet)
Charles Seely, 1er baronnet (11 août 1833 - 16 avril 1915) est un industriel et homme politique britannique.

## Biographie
Seely est député du Parti libéral de Nottingham de 1869 à 1874 et de 1880 à 1885, et de Nottingham West de 1885 à 1886, et député unioniste libéral de Nottingham West de 1892 à 1895. Il est un industriel et un grand propriétaire foncier de l'île de Wight et du Nottinghamshire. Il est également un philanthrope reconnu. En octobre 1895, il est la première personne à recevoir la liberté honorifique de la ville de Nottingham, pour «services éminents et noble générosité envers les institutions philanthropiques de la ville». Il est fait baronnet le 19 février 1896.
Il vit à Langford Hall puis à Sherwood Lodge dans le Nottinghamshire, Brooke House sur l'île de Wight et No.1 Carlton House Terrace à Londres. Il construit Brook Hill House où John Boynton Priestley, le célèbre auteur et dramaturge, a vécu plus tard à partir de 1948. Il est lieutenant adjoint du Nottinghamshire et haut shérif du Nottinghamshire. Il est le colonel du 1st Nottinghamshire (Robin Hood) Rifle Volunteers. Il est vice-président du premier conseil du comté de Nottinghamshire. Il est également chevalier de l'ordre de grâce de Saint-Jean de Jérusalem.
Seely fait partie d'une famille d'hommes politiques, d'industriels et de propriétaires terriens importants. Il épouse Emily Evans (décédée en 1894), sœur de l'homme d'affaires et homme politique Francis Evans, le 11 août 1857. Son père Charles Seely est député et l'un des industriels les plus riches de l'époque victorienne. Lui et son fils aîné Charles Seely, son fils cadet Jack Seely et petit-fils Hugh Seely sont également tous membres du Parlement. Son petit-fils, David Peter Seely, est le dernier gouverneur de l'île de Wight; il est baptisé avec Winston Churchill et le duc de Cornouailles d'alors (par la suite le roi Édouard VIII) comme ses parrains. David Peter Seely, Peter John Philip Seely est un filleul du mari d'Élisabeth II le prince Philip, duc d'Édimbourg. Son arrière-arrière-petit-fils, Bob Seely, est l'actuel député de l'île de Wight.